# Robe pastorale

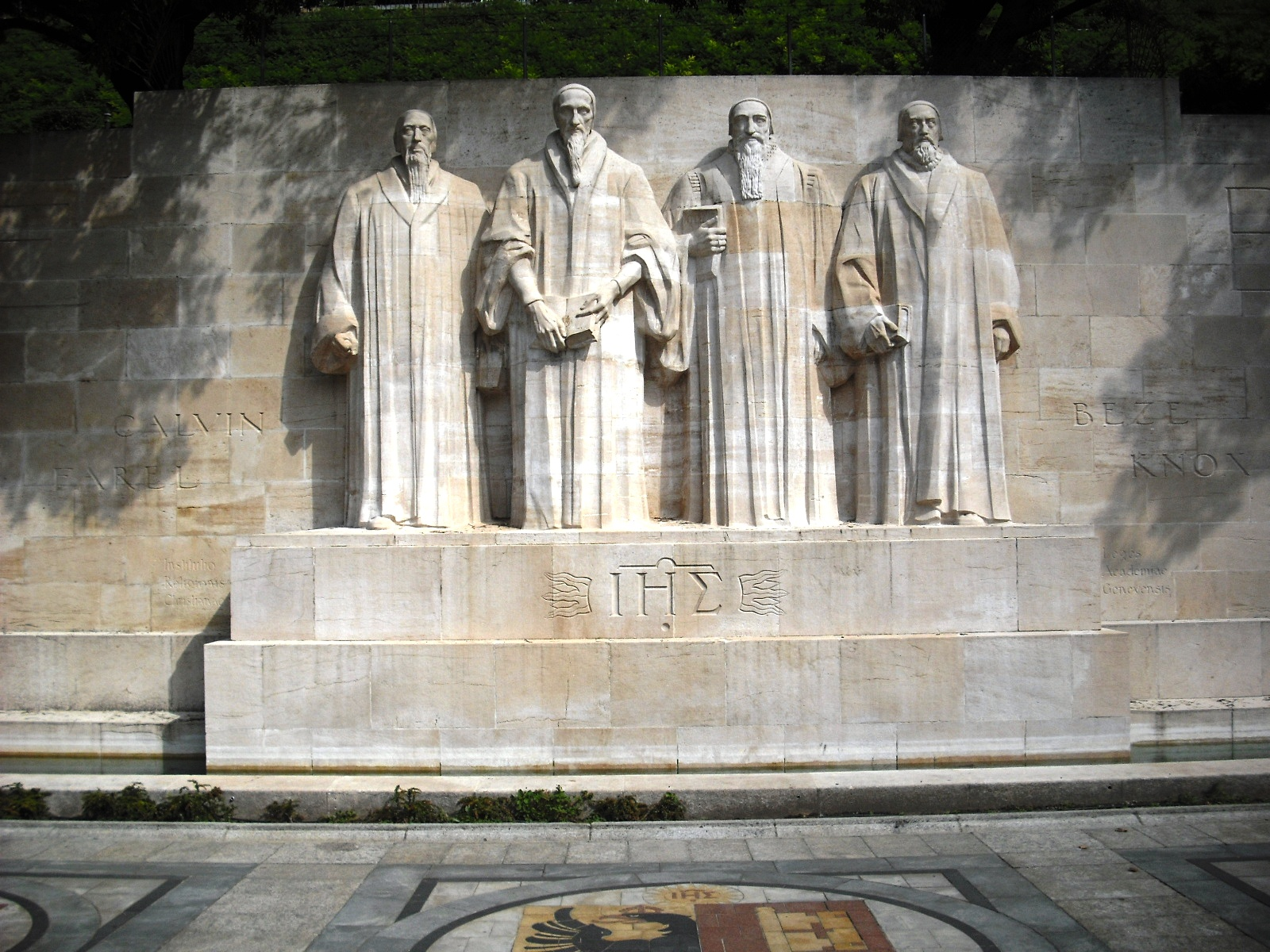
De gauche à droite : Guillaume Farel, Jean Calvin, Théodore de Bèze et John Knox (Monument international de la Réformation, Genève). Les quatre réformateurs sont associés au christogramme IHS et portent la robe pastorale.

La robe pastorale, ou robe de Genève, est le vêtement sacerdotal de couleur noire que portent traditionnellement les pasteurs protestants (luthériens, réformés et anglicans) pendant le culte. Le col à rabat blanc lui est souvent associé.

## Histoire
Au moment de la Réforme protestante, Jean Calvin et Ulrich Zwingli choisissent de porter la robe noire, dite de « Genève », qui est la robe de docteur de l’université. Elle symbolise la compétence du ministre du culte en matière de théologie et d'exégèse de la Bible,,,.
Toutefois, chez les évangéliques et dans certaines paroisses réformées, le pasteur s'abstient souvent de la robe et célèbre le culte « en civil ». 
Le clergé anglican a conservé l'usage catholique dans la Haute Église, avec le port de la soutane et l'essentiel de la paramentique qui lui est associée.

## Galerie

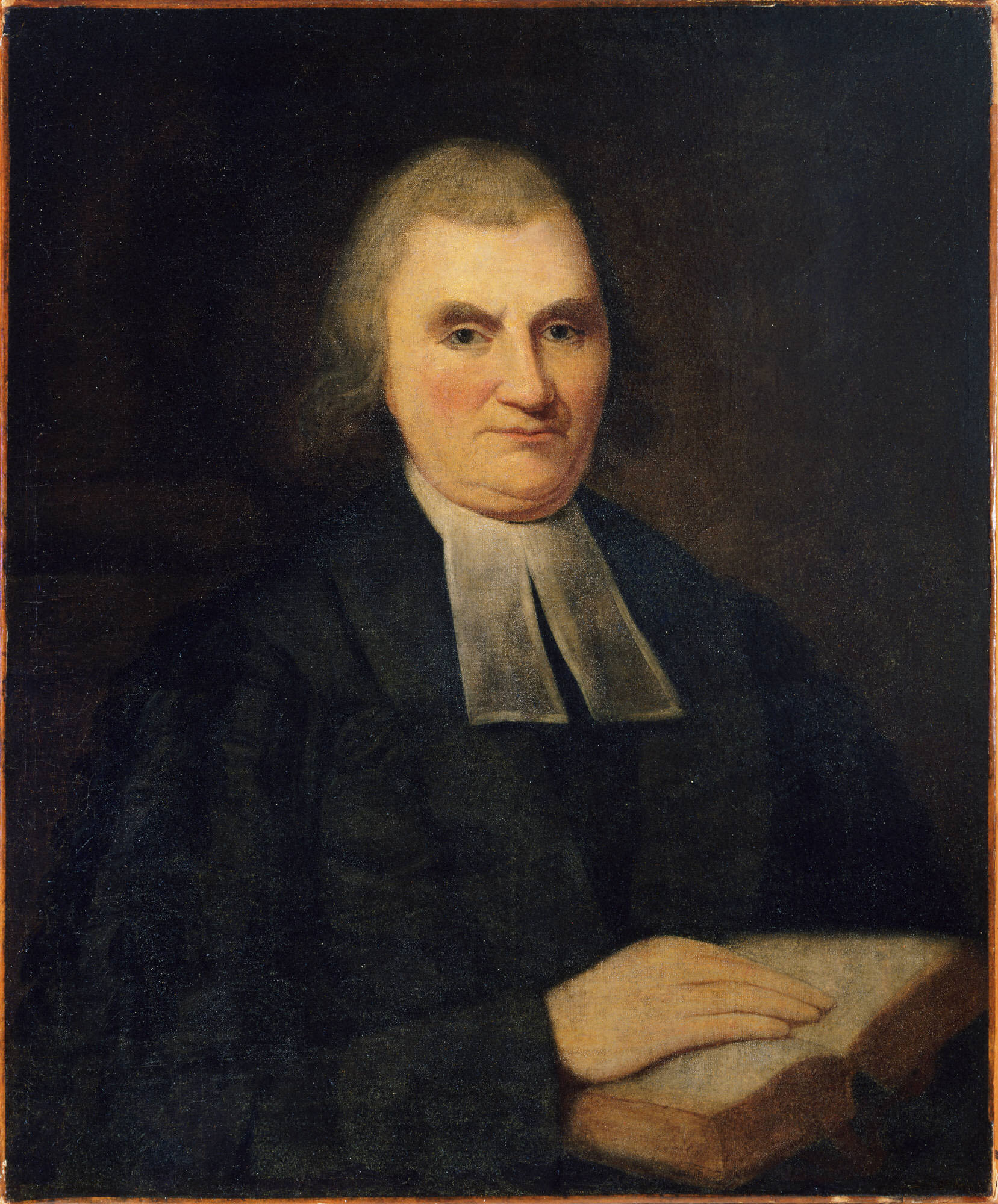
Le pasteur presbytérien John Witherspoon portant la robe pastorale et le rabat, portrait d'après Charles Willson Peale
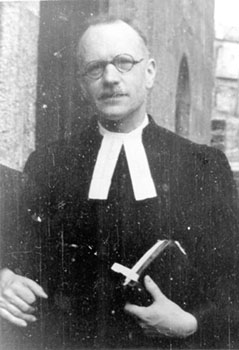
Le pasteur réformé André Trocmé vers 1941, portant la robe pastorale et le rabat
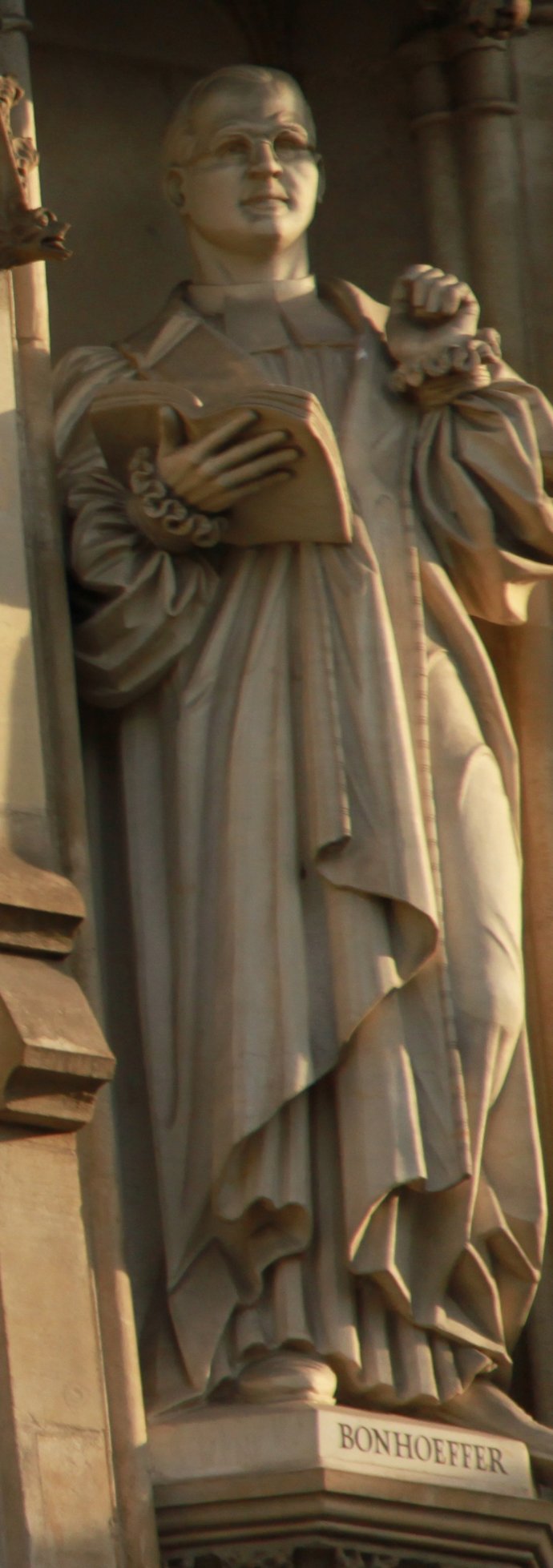
Statue du pasteur luthérien Dietrich Bonhoeffer portant la robe pastorale et le rabat, Martyrs de l'abbaye de Westminster
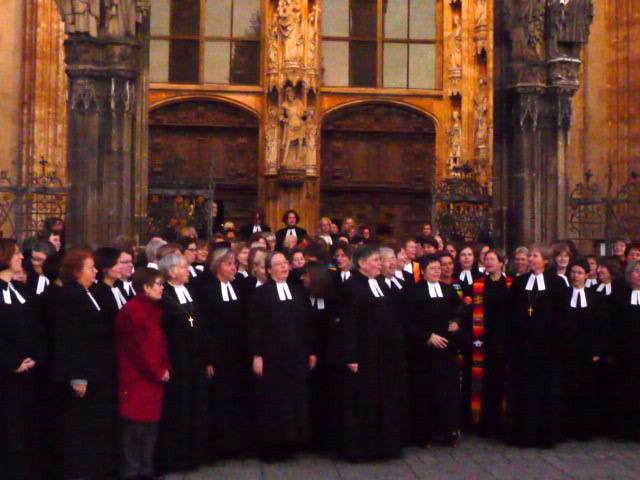
Une réunion de femmes pasteurs à Ulm, 2008